# Bentley Continental GT

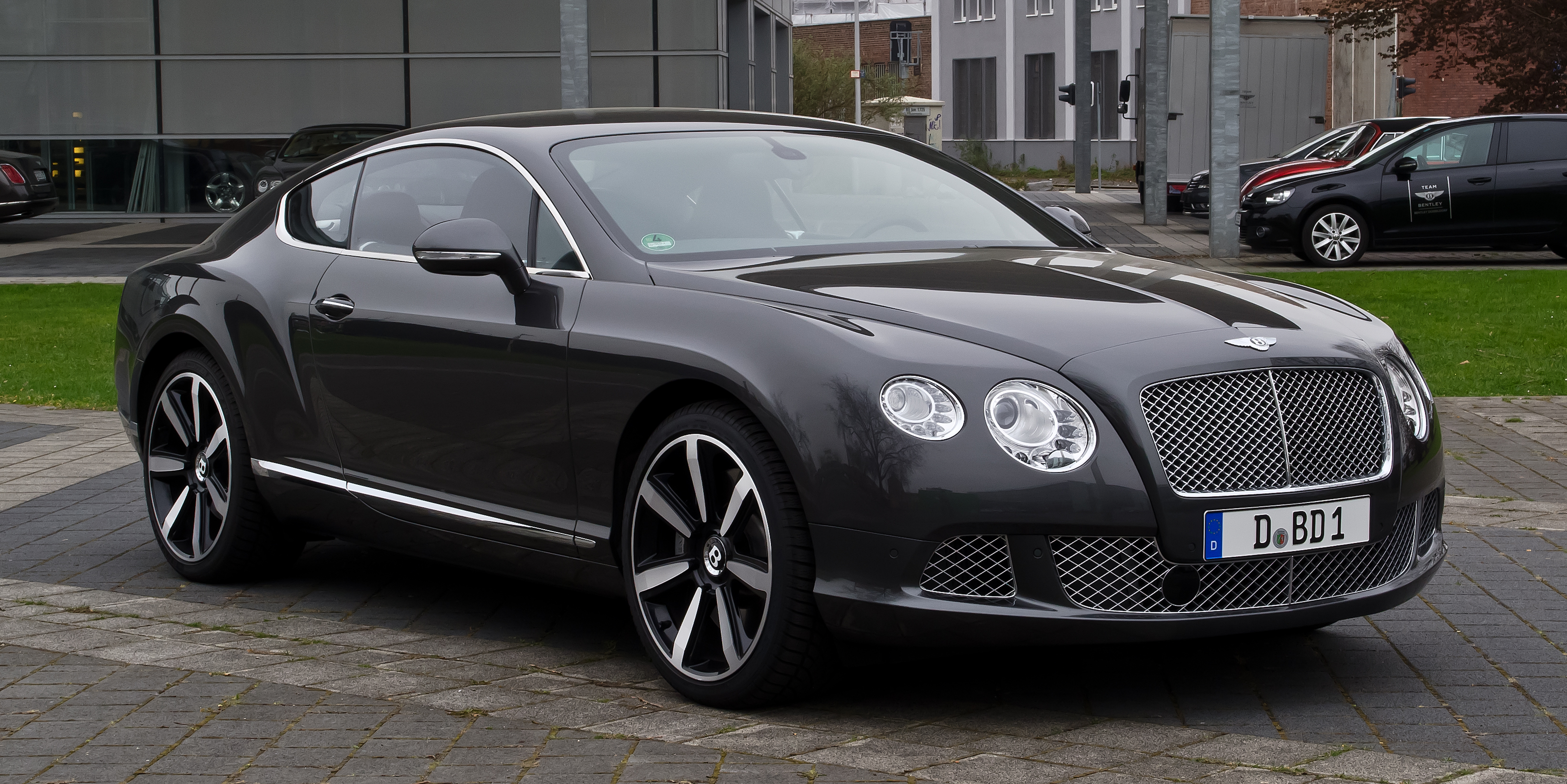
Bentley Continental GT (II)

La Bentley Continental GT est un coupé de luxe du constructeur automobile britannique Bentley. La première  génération, présentée en 2002 est revue en profondeur en 2010 puis remplacée par la deuxième génération en 2017.